# Gnophos erschoffi
Gnophos erschoffi är en fjärilsart som beskrevs av Eugen Wehrli 1922. Gnophos erschoffi ingår i släktet Gnophos och familjen mätare. Inga underarter finns listade i Catalogue of Life.